# Josep Moliner i Florensa
Josep Moliner i Florensa (Puigcerdà, 4 de març de 1936) és un empresari i polític català, diputat al Parlament de Catalunya durant tres legislatures.

## Biografia
Ha treballat en com a cap de recepció en un hotel de 1950 a 1960, i com a agent de duanes de 1961 a 1975. El 1976 ha estat director d'una sucursal bancària de Puigcerdà, ciutat de què fou alcalde pel terç familiar de febrer de 1974 a abril de 1979. Durant el mateix període fou diputat de la Diputació de Girona i president de la Mancomunitat de Municipis de la Cerdanya
Ha exercit càrrecs directius a la Societat de Caça i Pesca de la Cerdanya (1962-1970), al Club d'Esquí Puigcerdà (1970-1973), Centre d'Iniciatives i Turisme de Puigcerdà (1967-1975), Club Polisportiu de Puigcerdà (1977-1988), Federació Provincial de Pesca de Girona (1979-1984) i l'Associació de Pares de l'Institut de Batxillerat de Puigcerdà (1982-1986). També ha escrit un estudi sobre la fecundació artificial de les truites i un altre sobre la contaminació de les aigües de la Cerdanya.
Posteriorment ingressà a Convergència Democràtica de Catalunya (CDC), de la qual el 1983 fou nomenat secretari del comitè executiu de la Baixa Cerdanya. Fou elegit diputat per la circumscripció de Girona a les eleccions al Parlament de Catalunya de 1984, 1988 i 1992 per les llistes de Convergència i Unió (CiU). Dins del Parlament de Catalunya ha estat Secretari de la Comissió per al Seguiment del Procés d'Integració de l'Estat Espanyol en les Comunitats Europees (1986-1988) i vicepresident de la Comissió d'Agricultura, Ramaderia i Pesca (1988-1992).
De 1988 a 1994 ha estat delegat de Catalunya a la Conferència Permanent dels Poders Locals i Regionals del Consell d'Europa. És membre de l'Associació d'Antics Diputats del Parlament de Catalunya.
President del Patronat del Parc Nacional d'Aigüestortes i Estany de Sant Maurici (1991-1996)